# Ignace-Dominique Grisella de Rosignan
Ignace-Dominique Grisella de Rosignan, né le 28 juillet 1689 à Coni et mort le 22 septembre 1756, est un ecclésiastique du XVIIIe siècle, évêque de Maurienne (1741-1756).

## Biographie
Ignace-Dominique-Marie Grisella, des Marquis de Rosignan, naît le 28 juillet 1689, à Coni (Piémont). Un article de Mémoires et documents (1864) de la Société savoisienne d'histoire et d'archéologie indiquait « l'évèque Ignace-Marie Grisella de Cunico (Montferrat), des marquis de Rosignano ». Rostaing reprend l'origine du Montferrat.
Il est ordonné diacre le 28 octobre, puis prêtre le 21 décembre 1720. Il est choisi par le roi Charles-Emmanuel III pour siéger à Saint-Jean-de-Maurienne (duché de Savoie), avec l'accord du pape Benoît XIV le 15 février 1741, alors vacant depuis cinq années. Il est ordonné évêque de Maurienne, le 23 avril. Il prend possession du siège de Maurienne le 3 septembre 1741 Il fait publier des règlements de discipline. Sans être particulièrement réformatrice, cette publication amène à un procès avec le Chapitre et l'intervention du Sénat de Savoie. En effet, le Chapitre n'avait pas été consulté avant publication. Le Sénat donne raison à l'évêque.
En septembre 1742, les troupes espagnoles, arrivant du Galibier, envahissent la Maurienne et le duché de Savoie.
Ancien maître des cérémonies de l'ordre de l'Annonciade, il devient chancelier de l'ordre. 
Avant l'année 1756, il fait installer une imprimerie à Saint-Jean-de-Maurienne.
Ignace-Dominique Grisella de Rosignan meurt dans la nuit du 22 septembre 1756, d'une attaque d'apoplexie. Sa sépulture se trouve dans la chapelle Saint-Joseph de la cathédrale Saint-Jean-Baptiste de Saint-Jean-de-Maurienne.